# Проект «Адам»
«Проект „Адам“» (англ. The Adam Project) — американский комедийный научно-фантастический боевик режиссёра Шона Леви и сценаристов Джонатана Троппера, Т. С. Наулина, Дженнифер Флэкетт и Марка Левина. В главных ролях: Райан Рейнольдс (также продюсер), Марк Руффало, Дженнифер Гарнер, Уокер Скобелл, Кэтрин Кинер и Зои Салдана. Сюжет рассказывает о пилоте, который отправляется в Прошлое, где встречает более юную версию себя.
Производство фильма началось в 2012 году, тогда на главную роль был выбран Том Круз. Затем проект находился в производственном аду до тех пор, пока в июле 2020 года Netflix не приобрёл права у Paramount Pictures. Съёмки проходили с ноября 2020 года по март 2021 года. Выход фильма на Netflix состоялся 11 марта 2022 года. Картина получила в основном положительные отзывы от критиков за игру актёров, сюжет и визуальные эффекты.

## Сюжет
В тоталитарном будущем, в 2050 году пилот Адам Рид угоняет свой истребитель с возможностью путешествия во времени и отправляется в 2018 год. Однако, он вынужден совершить аварийную посадку в 2022 году, где встречает двенадцатилетнюю версию самого себя — мальчика, пытающегося смириться со смертью отца Луиса, погибшего в автокатастрофе. Адам просит себя помочь ему отремонтировать истребитель и сообщает о том, что отправился в прошлое с целью отыскать свою жену Лору, погибшую во время миссии в 2018 году.
В 2022 году Адама настигает Майя Сориан, правитель тоталитарного мира, и её лейтенант Кристос, пытающиеся поймать Адама и доставить обратно в 2050 год. Адамов спасает Лора, которая рассказывает о том, что предотвратила попытку своего убийства и застряла в прошлом. Лора узнала, что Сориан переместилась назад во времени и изменила прошлое, чтобы обеспечить себе контроль над путешествиями во времени в будущем. Лора убеждает Адама отправиться в 2018 год и уничтожить путешествия во времени, открытые его отцом Луисом, с целью исправить положение дел и спасти Будущее. Сориан нападает и Лора жертвует собой, позволяя Адамам сбежать. Преследуемые Сориан и имеющие запас энергии только на один временной скачок, Адам и его юная версия попадают в 2018 год.
В 2018 году Адамы пытаются заручиться поддержкой Луиса, но тот отказывается из-за страха вызвать временной парадокс. Юный Адам сталкивается со злобой и гневом будущего себя и понимает, что источником этих эмоций является смерть отца. Когда они планируют уничтожить ускоритель заряженных частиц Луиса, тот меняет своё мнение и присоединяется к героям, убеждая их вместо этого извлечь жёсткий диск с единственной копией алгоритма, делающего путешествия во времени возможными. Происходит битва между Адамами, Луисом, Сориан, её молодой версией, солдатами Сориан и Кристосом, которая вызывает перегрузку ускорителя. Сориан пытается застрелить Луиса с помощью бронебойной пули, однако магнитное поле ускорителя притягивает её к себе, меняя таким образом траекторию её полёта, вследствие чего умирает молодая Сориан, её версия из будущего исчезает, а Риды успевают спастись из помещения.
Так как путешествия во времени уничтожены и ход событий восстановлен, Луис решает не узнавать о своём будущем и играет в мяч с обеими версиями своего сына перед тем, как те возвращаются в свои временные линии. В 2022 году Адам отпускает свою злобу и гнев и воссоединяется с матерью, с которой практически не общался с момента смерти Луиса. Спустя годы, повзрослевший и куда более счастливый Адам знакомится с Лорой в ситуации, отражающей их первую встречу в оригинальной временной линии.

## В ролях
- Райан Рейнольдс — Адам Рид
  - Уокер Скобелл — молодой Адам Рид
- Марк Руффало — Луис Рид, отец Адама
- Дженнифер Гарнер — Элли Рид, мать Адама
- Кэтрин Кинер — Майя Сориан
- Зои Салдана — Лора Шейн-Рид, жена Адама
- Алекс Маллари-мл. — Кристос

## Производство

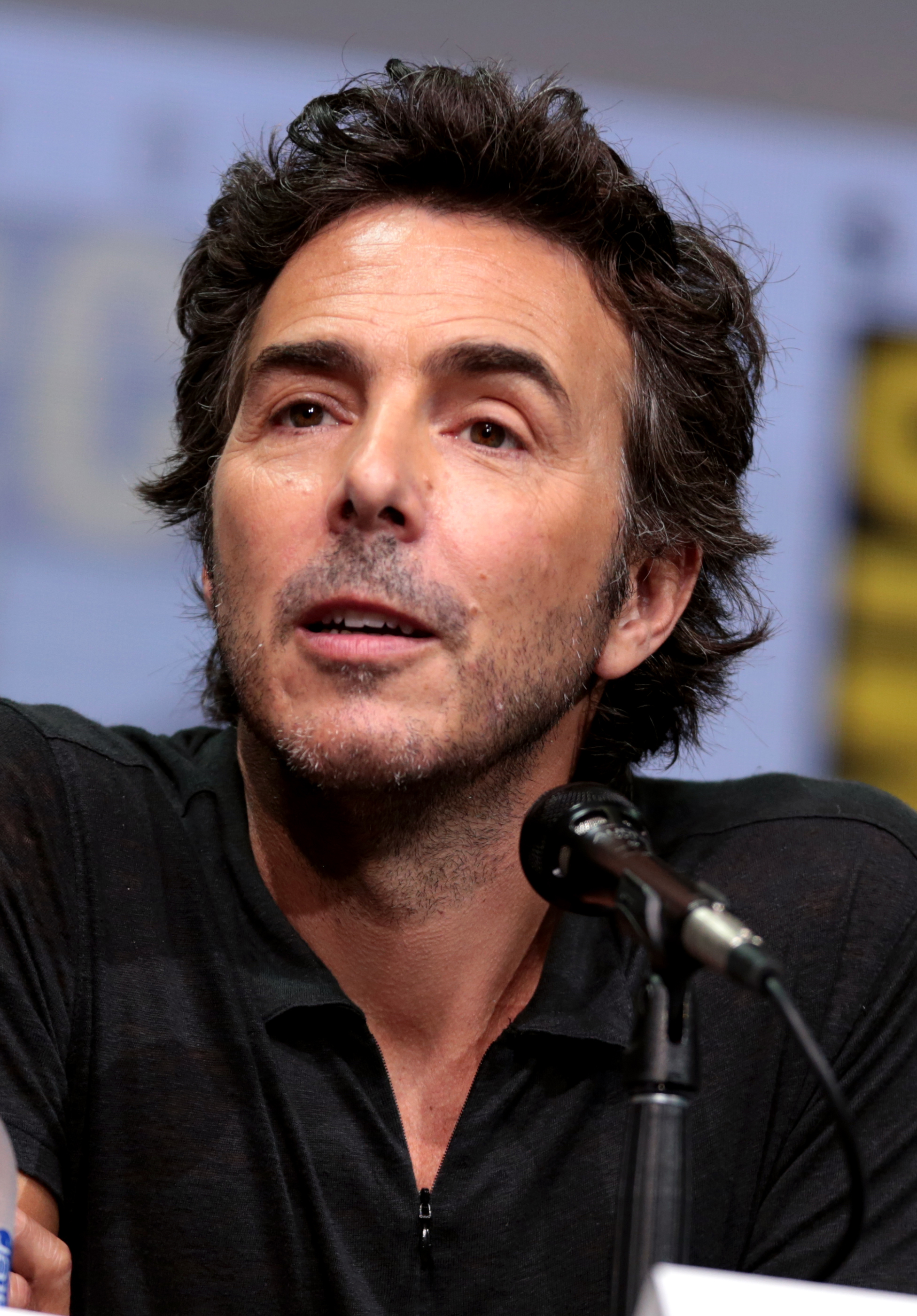
Режиссёр и продюсер фильма Шон Леви

О работе над проектом стало известно в октябре 2012 года, главную роль должен был сыграть Том Круз.
В июле 2020 года права на фильм приобрела компания Netflix, Шон Леви стал режиссёром, а Райан Рейнольдс утверждён на главную роль. Итоговый вариант сценария был написан Джонатаном Троппером. В ноябре актёрский состав пополнился Дженнифер Гарнер, Зои Салданой, Марком Руффало, Кэтрин Кинер, Алексом Маллари-младшим и Уокером Скобеллом.
Съёмки начались в ноябре 2020 года в Ванкувере и завершились в марте 2021 года.

## Музыка
Композиции для фильма написал Роб Симонсен. 3 марта 2022 года был выпущен сингл под названием «The Adam Project».

## Релиз
Премьера фильма состоялась на Netflix 11 марта 2022 года.

## Критика
На агрегаторе рецензий Rotten Tomatoes лента имеет рейтинг 67 % на основе 213 отзывов со средним баллом 6,1 из 10. Консенсус сайта гласит: «Вы могли ранее видеть, как Райан Рейнольдс делает множество вещей, однако Проект „Адам“ предлагает развлекающий — и периодически мотивирующий — фантастический экшн». На сайте Metacritic фильму присвоены 55 баллов из 100 возможных на основе 48 рецензий, что соответствует статусу «смешанные или средние отзывы».
Райан Лестон из IGN дал фильму 9 баллов из 10 и назвал его смесью таких картин, как «Назад в будущее» и «Последний звёздный боец». Он похвалил актёрскую игру Рейнольдса и Скобелла. Оуэн Глиберман из Variety написал: «Этот фильм — полная пустышка, но порой довольно увлекательная — это удивительное научно-фантастическое приключение с сумасбродным чувством жизни».